# 奇蹟男孩外傳：白鳥小屋
《奇蹟男孩外傳：白鳥小屋》（英語：White Bird，或稱為）是一部2023年美國青春成長古裝電影，由馬克·鮑姆貝克執筆編劇，馬克·福斯特執導，改編自R·J·帕拉秋的2019年同名圖像小說，2017年電影《奇蹟男孩》的前傳兼衍生作電影。主演陣容包括阿莉埃拉·格拉瑟（Ariella Glaser）、奧蘭多·施韋爾特（Orlando Schwerdt）、布萊斯·葛薩爾、吉蓮·安德森和海倫·米蘭。
電影2023年7月30日在第43屆舊金山猶太影展首映。

## 演員
- 阿莉埃拉·格拉瑟（Ariella Glaser）飾演莎拉·布倫（Sara Blum）
  - 海倫·米蘭飾演年邁的莎拉／葛蘭美爾（Grandmére）[6]
- 奧蘭多·施韋爾特（Orlando Schwerdt）飾演朱利安·博米爾（Julien Beaumier）
- 布萊斯·葛薩爾飾演朱利安·奧本斯（Julian Albans）
- 吉蓮·安德森飾演薇薇恩·博米爾（Vivienne Beaumier）[7]
- 喬·史東-菲文斯（英语：Jo Stone-Fewings）飾演尚-保羅·博米爾（Jean-Paul Beaumier）

## 製作
2021年2月，影片在捷克開機拍攝。

## 片場照

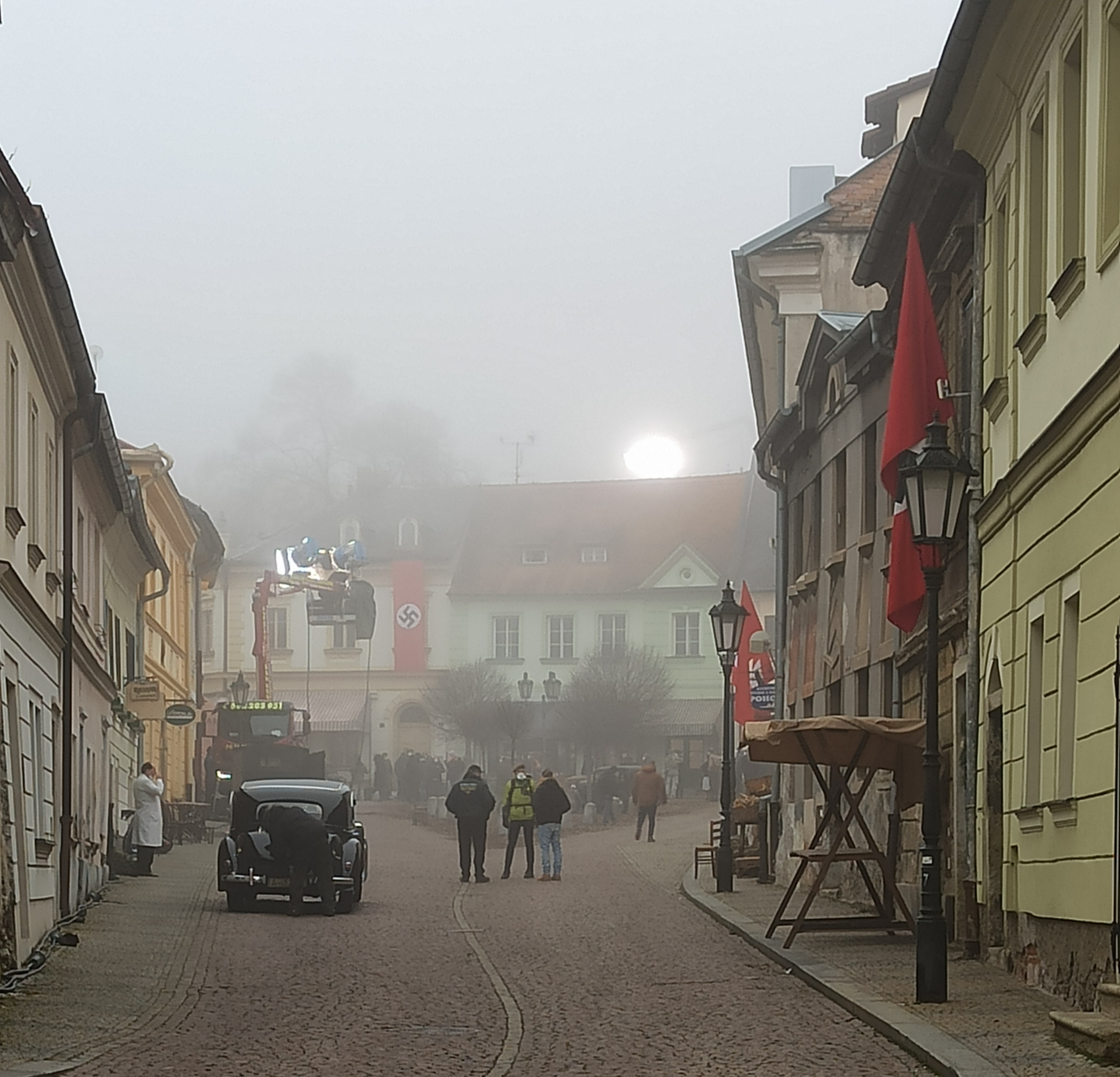
捷克庫特納霍拉被佈置成第二次世界大戰時期的法國
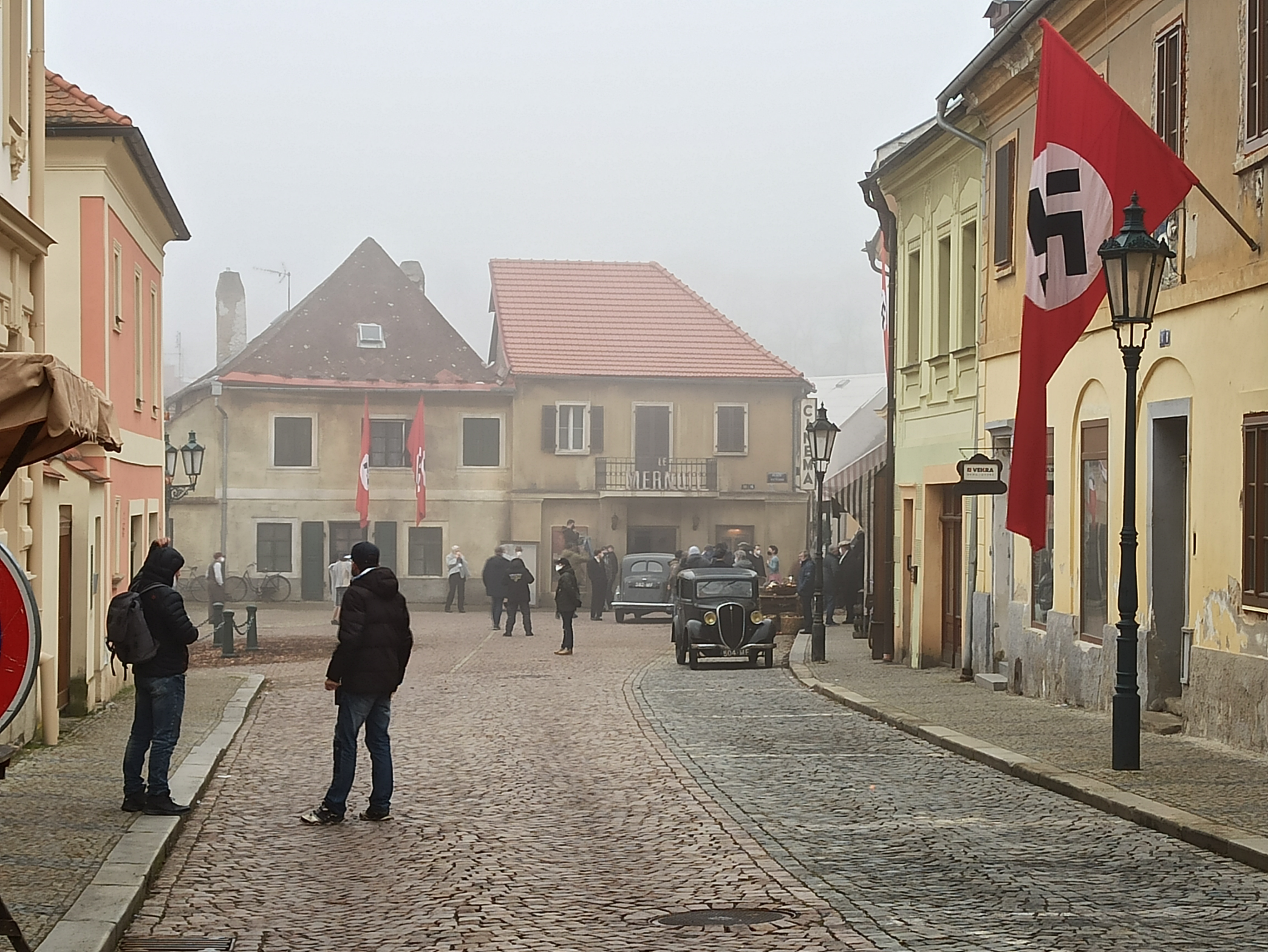
捷克庫特納霍拉被佈置成第二次世界大戰時期的法國

## 資料來源
1. ↑  . Jewish Film Institute.   [2023-07-30]. （原始内容存档于2023-07-31）.
2. ↑  D'Alessandro, Anthony. . Deadline Hollywood. 2023-12-14  [2023-12-14]. （原始内容存档于2024-01-01）.
3. ↑  D'Alessandro, Anthony. . Deadline Hollywood. 2024-10-06  [2024-10-06]. （原始内容存档于2024-10-05）.
4. ↑  . The Numbers.   [2024-10-11]. （原始内容存档于2024-10-08）.
5. ↑  . Box Office Mojo.   [2024-10-11]. （原始内容存档于2024-01-12）.
6. 1 2  N'Duka, Amanda. . Deadline Hollywood. 2021-02-25  [2021-02-25]. （原始内容存档于2021-04-16） （美国英语）.
7. 1 2  Wiseman, Andreas. . Deadline Hollywood. 2021-02-04  [2021-02-04]. （原始内容存档于2021-02-23） （美国英语）.

## 外部連結
- 互联网电影数据库（IMDb）上《奇蹟男孩外傳：白鳥小屋》的资料（英文）